# Provincia di Carabaya
La provincia di Carabaya è una delle 13 province della regione di Puno nel Perù.

## Capoluogo e data di fondazione
Il capoluogo è Macusani.
È stata istituita il 2 maggio 1854.
Sindaco (Alcalde): Nancy Rossel Angles (2007-2010)

## Superficie e popolazione
- 12266,4 km²
- 66 316 abitanti (inei2005)

## Provincie confinanti
Confina a nord con la provincia di Tambopata (regione di Madre de Dios); a sud con la provincia di Azángaro e con la provincia di Melgar; a est con la provincia di Sandia; e a ovest con la regione di Cusco.

## Geografia antropica

### Suddivisioni amministrative
È divisa in 10 distretti:
- Ajoyani
- Ayapata
- Coasa
- Corani
- Crucero
- Ituata
- Macusani
- Muñani
- Ollachea
- San Gabán
- Usicayos

## Festività
- 8 dicembre: Immacolata Concezione